# 海市蜃樓 (歌曲)
〈海市蜃樓〉（英語：Warriors in Peace）是臺灣歌手蔡依林的歌曲，收錄於原聲音樂專輯 《天地英雄 電影原聲帶》。該歌曲由李焯雄作詞、A. R. Rahman作曲和製作。該歌曲為電影《天地英雄》主題曲，於2003年9月10日由新力音樂以單曲形式發行。

## 發行
2003年8月25日，媒體報導蔡依林受邀演唱電影《天地英雄》主題曲〈海市蜃樓〉。同年9月10日，蔡依林於北京國際俱樂部飯店舉辦「蔡依林VS天地英雄全亞洲MV首映會」，表示首次為大型影片配唱，需兼顧影片意境和個人風格。當日，媒體指出該片獲中國國家廣播電影電視總局批准角逐第76屆奧斯卡最佳外語片。
同月11日，蔡依林於上海波特曼酒店舉辦「《天地英雄》主題曲〈海市蜃樓〉全亞洲首發儀式」。面對聲音是否適合電影風格質疑，蔡依林回應，電影不一定需硬朗配樂，柔和嗓音同樣能與電影和諧。

## 創作和錄製
蔡依林為錄製電影《天地英雄》主題曲特赴印度，期間需在飯店等待製作人A. R. Rahman安排的錄音行程，並在「隨傳隨到」狀態下完成錄製。該歌曲具有濃厚異域風格，曲風及蔡依林的唱腔和其以往作品不同，呈現大氣磅礡且哀怨淒美的風格。蔡依林表示：「當音樂一響，你就會知道你的心情有多澎湃。」

## 音樂影片
該歌曲的MV拍攝經費超過新臺幣一百萬元，採用35毫米膠片拍攝，並大量運用電腦動畫後期特效。MV風格和歌曲相符，呈現大氣磅礴及哀怨淒涼的氛圍。蔡依林表示，MV主題為愛與和平，帶有民族氣息，拍攝時以此為念。她在MV中身穿白紗，於沙漠中隨節奏變化做出特別動作，所戴飾物均由其親自挑選。

## 曲目
1. 〈熾金年代〉——3:58
2. 〈海市蜃樓〉——4:35
3. 〈強梁生死鬥〉——3:28

## 發行歷史
| 地區 | 日期          | 格式     | 經銷商   |
| ---- | ------------- | -------- | -------- |
| 臺灣 | 2003年9月10日 | 電台播放 | 新力音樂 |